# Vicente Mosquera
Vicente Mosquera est un boxeur panaméen né le 9 décembre 1979 à Panama.

## Carrière
Passé professionnel en 1998, il devient champion du monde des super-plumes WBA le 30 avril 2005 après sa victoire aux points contre Yodsanan Sor Nanthachai. Mosquera conserve son titre aux dépens de Jose Pablo Estrella puis s'incline contre Edwin Valero le 5 août 2006. Il cesse de combattre pendant près de 5 ans puis enchaine 9 succès entre 2011 et 2013 avant de s'incliner contre Javier Prieto le 30 novembre 2013.

## Référence
1. ↑  (en) Yodsanan Sor Nanthachai (3K Battery) vs. Vicente Mosquera (boxrec.com)